# GNU Shepherd
GNU Shepherd (колишній dmd) — сервісний менеджер, який розвивається розробниками дистрибутива GNU Guix System як альтернатива системі ініціалізації SysV-init, що підтримує залежності. Керуючий демон і утиліти Shepherd написані на мові Guile (одна з реалізацій мови Scheme), яка також використовується для визначення налаштувань і параметрів запуску сервісів. Shepherd вже застосовується в дистрибутиві GuixSD GNU/Linux і націлений також на використання в GNU Hurd, але може працювати в будь-який POSIX-сумісної операційній системі, для якої доступна мова Guile.
Shepherd може використовуватися як в ролі основної системи ініціалізації (init c PID 1), так і у відокремленому виді для управління фоновими процесами окремих користувачів (наприклад, для запуску tor, privoxy, mcron тощо) з виконанням з правами цих користувачів. Shepherd виконує роботу із запуска і зупинки сервісів, враховуючи взаємозв'язок між сервісами, динамічно визначаючи і запускаючи сервіси, від яких залежить обраний сервіс. Shepherd також підтримує визначення конфліктів між сервісами і запобігає їхньому одночасному виконанню.